# Pučanstvo
Pučanstvo ili građanstvo je izraz koji, ovisno o pravnom, sociološkom ili povijesnom kontekstu može imati različita značenja.
Najjednostavnija definicija pojma pučana je demografska. Ona pod građanima podrazumijeva stanovništvo gradova, ili urbanih naselja u nekoj regiji ili državi, nasuprot stanovništvu selskih naselja koji se nazivaju seljacima. Ovakva podjela je, s druge strane, danas uglavnom napuštena, jer se često vezuje uz kulturološke stereotipove i ideološke predrasude.
Danas je pak daleko češće rabi naziv pučan kao sinonim za državljanina neke države ili subnacionalnog (poddržavnog) entiteta, što znači da se građaninom smatra i osoba koja živi na selu. 
Pojam građanina nije uvijek bio sinonim pojmu državljanstva s obzirom na to da je nastao iz koncepta građanina u starogrčkim polisima. Pod tim pojmom su se tada, pak, podrazumijevali isključivo slobodni muški građani, a što je isključivalo žene, robove i strance (meteci). Taj koncept je kasnije preuzeo i Rim koji je za vrijeme širenja svog Imperija status građanina zadržao samo za osobe rodom iz Rima, dok su sve ostale osobe pod rimskom vlašću bile podanici. Rim je s vremenom dijelove stanovništva pokorenih provincija počeo inkorporirati u svoje građanstvo, a taj je proces dovršen 212. godine kada je Karakala svim slobodnim rimskim podanicima dao status rimskog građanina te je tako ono bilo najsličnije današnjoj koncepciji državljanstva. 
S raspadom Rimskog Carstva i uspostavom feudalizma u Europi, pojam građana vraća svoje ranija značenja, odnosno ograničava se na stanovnike srednjovjekovnih gradova, koji se s vremenom profiliraju u posebnu društvenu klasu s privilegijama u odnosu na robove i kmetove. Na temelju toga će marksistička doktrina uvesti pojam građanske klase koja je istovjetna s buržoazijom, te joj suprotstaviti koncept u kapitalizmu stvorene radničke klase. Primjena takve podjele u praksi jest službena ideologija bivše Jugoslavije koja je za svoje stanovništvo rabila izraz radni ljudi i građani, a izraz pučanstvo "građanske" koristila za ne-marksističke odnosno ne-socijalističke ideologije, društva i države.
Suvremeno značenje izraza Pučana pak, temelji se na konceptu jednakosti u pravima koji su sproveli tzv. građanske revolucije te na temelju koga su svi državljani postali građanima. Otada se izraz "građanin", najčešće uz epitete "dobri", "aktivni" ili "odgovorni" često rabi za osobe koje aktivno upražnjavaju svoja građanska prava i vrše građanske dužnosti.
U nekim je državama izraz građanin i službeno kodificiran kao ideal, odnosno titula koju su mogli koristiti svi njeni državljani. Primjer za to predstavlja Francuska nakon revolucije,. odnosno Sovjetski Savez nakon preuzimanja vlasti od strane boljševika. U oba slučaja je izraz trebao zamijeniti ranije "reakcionarne" titule kao što je gospodin. Isti se izraz kraće vrijeme koristio u FNRJ pod sovjetskim utjecajem, ali je 1950-ih uveden izraz drug.